# 聖火 (バラ)

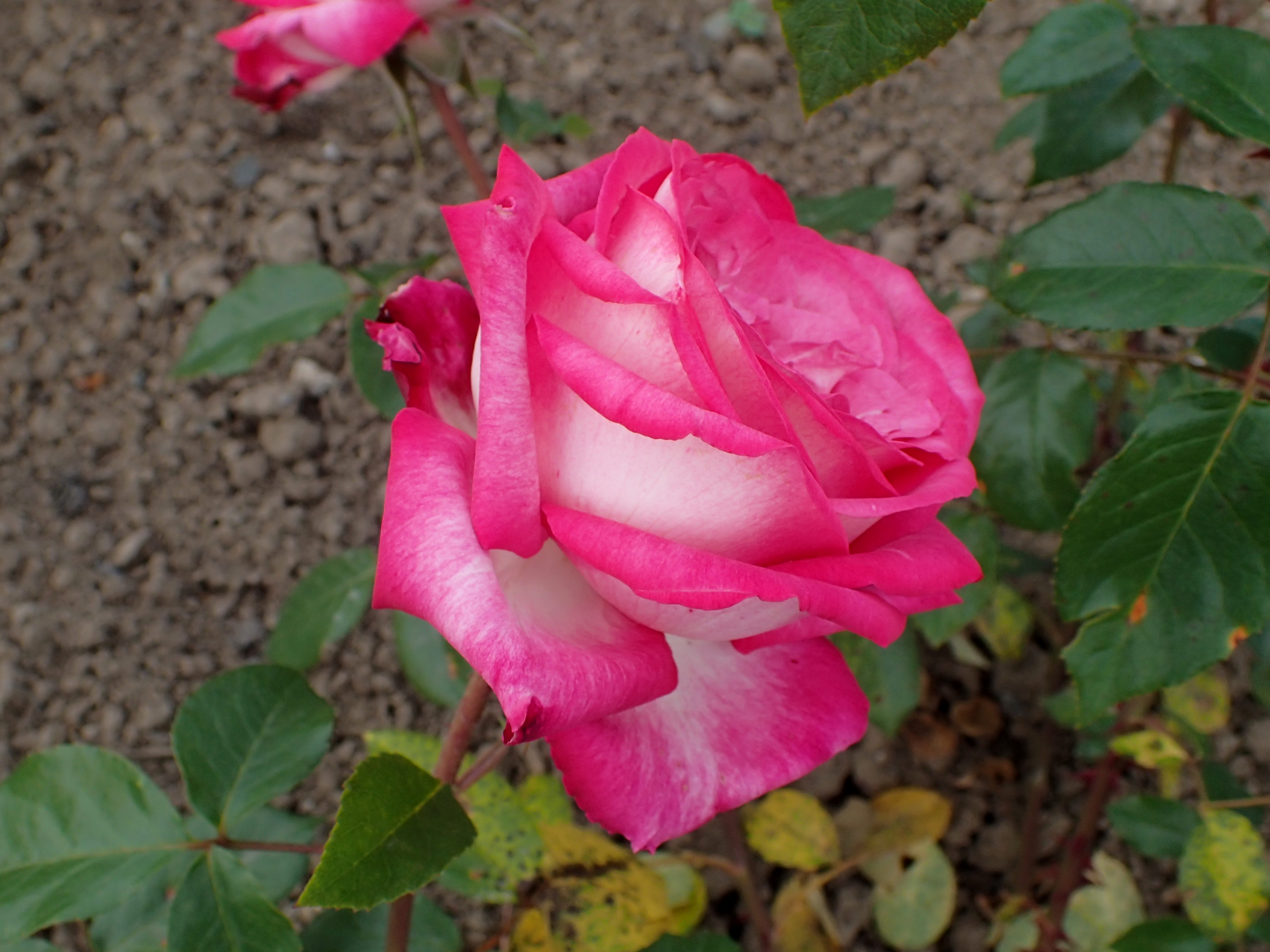
聖火

聖火は、バラの園芸品種の1つ。1967年に日本で、鈴木省三によって作出された。品種名は、1964年の東京オリンピックを記念してつけられた。
ハイブリッド・ティー系のバラ。横に張り出す樹形で、樹高は1.3mになる。半剣弁高芯咲きの白に赤の覆輪の大輪を咲かせる。咲き進むとともに花が赤く染まっていく。花径は12-13cm、花弁は45弁からなり、弁質がよく雨でも傷みにくい。照り葉で、新芽はやや銅色を帯びる。強健種と評価されている。シュートの発生は少な目。肥料を施しすぎると花型が乱れ、花色もくすむ。京成バラ園芸作出のバラとしては最初の品種である。1971年にニュージーランド国際コンクールで金賞 (ゴールド・オブ・サウス・パシフィック賞) を受賞した。日本で作出されたバラで国際コンクールの最高位を受賞した最初の品種である。オリンピック・トーチの別名もある。

### 注
1. ↑  作出年は資料によってばらついている。1960年と書く書籍や1966年と記す本もある[2][3]。鈴木省三による『ばら花図鑑 国際版』によれば、作出は1960年である[4]。